# Felicidad Martínez
Felicidad Martínez (Valencia; 5 de junio de 1976) es una escritora española de ciencia ficción, principalmente de space opera, ganadora de dos Premios Ignotus en las categorías de Mejor Antología por La mirada Extraña y Mejor Novela Corta por En tierra extraña. En 2016 fue seleccionadora de la antología Fabricantes de sueños 2014-2015 de la AEFCFT y ha ejercido como jurado en varios certámenes literarios de género. 

## Biografía
Nació en Valencia en 1976. Estudió Ingeniería en diseño industrial en la Universidad Politécnica de Valencia. Desde 2006 reside en Gijón, donde compagina los trabajos de diseñadora y profesora con los de escritora.
Su primera publicación fue La textura de las palabras, incluida en la antología Akasa-Puspa de Juan Miguel Aguilera y Javier Redal, con la que además fue finalista en los Premios Ignotus 2013 en la categoría de Mejor Novela Corta. En 2015 fue de nuevo finalista, esta vez en dos categorías: Mejor Novela Corta por Adepta, perteneciente a la saga El adepto de la Reina de Rodolfo Martínez y Mejor Relato por El pastor de naves.
Además de publicar cuentos en varias antologías como Alucinadas. también tiene publicadas dos novelas: Horizonte Lunar, ambientada en su universo spaceoperístico de Crow; y la ya mencionada Los rostros del pasado, escrita a cuatro manos con Rodolfo Martínez. Por otro lado, algunas de sus historias han sido traducidas al inglés.
En 2016 fue seleccionadora del Fabricantes de sueños 2014-2015, jurado en varios certámenes literarios de género, creó el grupo de Goodreads: #LeoAutorasFantásticas, con la intención de dar a conocer y promocionar a autoras de fantasía, ciencia ficción y terror, y la ESFS (European Science Fiction Society) le concedió el Encouragement Award como una de las nuevas voces europeas.
Sus últimas publicaciones, La mirada extraña y Despertares, le han valido ser en 2017 ganadora de dos Premios Ignotus y finalista en el Premio Celsius con la primera y también finalista en los Premios Guillermo de Baskerville con la segunda.

## Obra

### Novelas
- Pakminyó #01, Editorial Cerbero (2019)
- Los rostros del pasado, con Rodolfo Martínez, Sportula (2015).[17]
- Horizonte Lunar, Sportula (2014).[18]

### Novelas cortas
- Despertares, antología Leyendas del Metaverso (2016) de Sportula.[19] Colección de Narrativa breve (2017) en Sportula.[20]

- Adepta, perteneciente a la saga El adepto de la Reina de Rodolfo Martínez, en Sportula (2014).[21]

- La textura de las palabras, antología Akasa-Puspa de Aguilera y Redal de Sportula (2012)[22] y antología Terra Nova 2 de Fantascy (2013).[23] Colección Pequeño Formato de Cazador de ratas (2018).[24]

### Antologías
- La mirada extraña, Sportula (2016).[25]

### Antologías en las que ha participado
- Visiones 2007 (AEFCFT, 2009). Relato: Maldito.
- Akasa-Puspa, de Aguilera y Redal (Sportula, 2012). Relato: La textura de las palabras. Reeditada por Cazador de ratas en 2018.
- Ellos son el futuro (Ficción Científica, 2013). Relato: El cadáver sin nombre.
- Alucinadas (Palabaristas, 2014, digital; Sportula, 2015, papel). Relato: La plaga.
- Mundos (Ficción Científica, 2014). Relato: El pastor de naves.
- Leyendas del Metaverso (Sportula, 2016). Relato: Despertares.

### Relatos
- El mito de la caverna, revista Axxón 159 (2006).
- El cadáver sin nombre, antología Ellos son el futuro de Ficción Científica (2013)  Maldito, antología Visiones 2007 (2009)  El mito de la caverna, revista Axxón 159 (2006).
- Maldito, antología Visiones 2007 (2009).
- La plaga, antología Alucinadas de Palabaristas (2014); versión papel en Sportula(2015); edición argentina de Ediciones Ayarmanot (2016).
- Tiempos modernos, revista Skeimbol n.º 2 (2015).
- El sabor de tus heridas, revista SuperSonic n.º 4 (2016).
- Fuego cruzado, antología La mirada extraña, Sportula (2016).
- En tierra extraña, antología La mirada extraña, Sportula (2016).
- La perversión de la luz, antología La mirada extraña, Sportula (2016).
- Los dioses de Amarán, antología La mirada extraña, Sportula (2016).
- El pastor de naves, antología Mundos de Ficción Científica, antología Empaquetados de Sportula (2014) y antología Poshumanas de Libros de la Ballena (2018).

### Como editora
- Fabricantes de Sueños 2014-2015 (AEFCFT, 2016).

## Publicaciones en inglés

### Novellas
- The texture of words, erra Nova: An Anthology of Contemporary Spanish Science Fiction, Sportula (2013)

### Short Stories
- Ship’s Shepherd, SuperSonic EuroCon 2016 (2016).
- The Infestation, Spanish Women of Wonder, Palabaristas (2016)

## Premios
- 2013: Finalista Premio Ignotus a la mejor novela corta por La textura de las palabras, antología Akasa-Puspa de Aguilera y Redal de Sportula (2012).[26]
- 2015: Finalista Premio Ignotus a la mejor novela corta por Adepta, perteneciente a la saga El adepto de la Reina de Rodolfo Martínez, en Sportula (2014).[27]
- 2015: Finalista Premio Ignotus al mejor cuento por El pastor de naves, antología Mundos de Ficción Científica, antología Empaquetados de Sportula (2014).[27]
- 2017: Finalista Premio Celsius por La mirada extraña, Sportula (2016).[28]
- 2017: Finalista Premio Guillermo de Baskerville por Despertares, antología Mundos de Ficción Científica, antología Empaquetados de Sportula (2014).[16]
- 2017: Ganadora Premio Ignotus a la mejor antología por La mirada extraña, Sportula (2016).[29]
- 2017: Ganadora Premio Ignotus a la mejor novela corta por En tierra extraña, antología La mirada extraña, Sportula (2016)).[29]